# Парижский кодекс
Парижский кодекс Майа или «Кодекс Переса» (лат. Codex Peresianus) — фрагмент рукописи майя, сохранившийся лишь на 12 листах размером 24 х 13 см. Рукопись имеет длину 1,43 м, содержит текст из 1600 иероглифов. На внешней стороне листов рукописи изображаются религиозные ритуалы, пророчества, многочисленные божества, на обратной — обряды Нового года, календарь со знаками зодиака на 364 дня.
«Парижский кодекс» хранится в Национальной библиотеке Франции, где был найден лингвистом Леоном де Рони в 1859 году в мусорной корзине среди других бумаг. Он был в запечатанном конверте с фрагментарной надписью по-испански «…que fue… o de…Perez», конверт находился в библиотеке минимум с 1832 года. Сейчас название «Codex Peresianus» используется редко, чтобы избежать путаницы с другим документом из этой библиотеки — «Codex Pérez». Две из сохранившихся страниц находятся в плохом состоянии — на одной надписи полностью исчезли, на а другой сохранились только в центральной части.

## Художественные особенности
- Специалисты оценивают художественные качества этого кодекса ниже Дрезденского Кодекса.
- Несколько страниц пишутся справа налево, тогда как другие — слева направо.